# Tuân Úc (nhà Tấn)
Tuân Úc (còn có cách phiên âm Hán Việt khác là Tuân Húc, chữ Hán: 荀勖, bính âm: Xún Xù, ? – 289), tên tự là Công Tằng (公曾), người huyện Dĩnh Âm, quận Dĩnh Xuyên , là nhà chính trị, nhà âm nhạc, nhà văn cuối đời Tào Ngụy thời Tam Quốc, đầu đời Tây Tấn trong lịch sử Trung Quốc.

## Thiếu thời
Ông cụ Úc là Tư không Tuân Sảng nhà Hán. Sảng vốn là chú của Tuân Văn Nhược, còn người bác của Sảng là ông cụ của Tuân Du, cả Tuân Văn Nhược và Tuân Du đều là mưu sĩ của Tào Tháo. Ông nội là Tuân Phỉ (荀棐), làm đến Xạ thanh hiệu úy. Cha là Tuân Hật (荀肸), mất sớm. Mẹ là con gái của sĩ tộc họ Chung ở quận Dĩnh Xuyên.
Úc mồ côi, sống nhờ bên ngoại; sớm nên người, hơn 10 tuổi đã có thể làm văn chương. Ông chú bên ngoại (tòng ngoại tổ) là Chung Do nói: “Đứa nhỏ này sẽ theo kịp ông cụ của nó.” Đến khi trưởng thành, Úc có học thức uyên bác, thông hiểu việc xử lý chánh sự.

## Đời Tào Ngụy
Úc làm Duyện cho Đại tướng quân Tào Sảng, được thăng làm Trung thư thông sự lang. Sau khi Sảng bị giết (249), quan lại dưới quyền đều không dám đến, Úc một mình đi điếu, mọi người mới theo sau ông. Được làm An Dương lệnh, chuyển làm Phiếu kỵ tòng sự trung lang. Người An Dương yêu mến Úc, lập sanh từ. Được thăng Đình úy chánh, làm Tham quân sự cho Đại tướng quân Tư Mã Chiêu, ban tước Quan nội hầu, chuyển làm Tòng sự trung lang, lãnh Ký thất.
Ngụy đế Tào Mao muốn dấy binh biến (260), em của Tư Mã Chiêu là An Dương hầu Tư Mã Cán nghe tin thì muốn vào cung qua cửa Xương Hạp, Đại tướng quân duyện Tôn Hữu giữ cửa ấy, nói với Cán rằng: “Chưa có ai vào cửa này, hãy đi sang cửa Đông Dịch xem sao.” Khi Cán đến nơi, Chiêu trách ông ta chậm chạp, sau khi Cán trình bày, Chiêu muốn diệt tộc Hữu. Úc can rằng: “Tôn Hữu không cho An Dương vào, thật rất đáng trách. Nhưng việc có đúng sai, dùng hình không thể lấy vui giận mà xem nặng nhẹ. Nay hình phạt của Thành Tốt dừng lại ở thân nhân của hắn ta, Hữu lại bị diệt tộc, sợ rằng kẻ sĩ sẽ dị nghị.” Chiêu bèn miễn Hữu làm thứ nhân.
Năm Cảnh Nguyên thứ 3 (262), Tư Mã Chiêu lo Khương Duy nhiều lần xâm phạm, có người xin làm thích khách vào Thục , Úc nói rằng: “Minh công lấy đạo chí công trị lý thiên hạ, nên lấy quân chánh nghĩa để thảo phạt phản tặc. Nếu mang tiếng dùng thích khách trừ giặc, không thể xem là hình phạt cho bốn bể trông vào, nhờ đó mà lấy đức thu phục người ở xa.” Chiêu khen hay.
Khi Chung Hội mưu phản ở Thục (263), mới chỉ có lời đồn đãi; Tư Mã Chiêu đãi ngộ Chung Hội rất hậu, nên chưa tin. Úc nói: “Hội dẫu chịu ơn, nhưng tính tình của ông ta chưa thể cho là thấu hiểu đạo nghĩa, không thể không nhanh chóng phòng bị.” Chiêu lập tức ra trấn thủ Trường An. Chủ bộ Quách Dịch, tham quân Vương Thâm cho rằng Úc là cháu gọi Hội bằng cậu họ, từ nhỏ nương nhờ nhà họ Chung, khuyên Chiêu biếm chức ông, đẩy ra ngoài châu, quận; Chiêu không nạp, còn sai Úc ngồi cùng xe, đãi ngộ như trước. Từ sớm, Úc kiến nghị: “Phạt Thục, nên lấy Vệ Quán làm Giám quân.” Đến khi Chung Hội gây loạn, nhờ Quán đánh dẹp. Việc xong, Úc theo Chiêu trở về Lạc Dương, được cùng Bùi Tú, Dương Hỗ tham gia quản việc cơ mật.
Khi triều đình sắp phái sứ giả đi Đông Ngô, Tư Mã Chiêu sai Úc viết thư gởi Ngô Mạt đế Tôn Hạo. Hạo đáp thư đề nghị thông hảo, Chiêu nói với Úc: “Anh khi trước viết thư, khiến Ngô quy thuận, hơn cả 10 vạn quân vậy!” Chiêu lên ngôi Tấn vương, lấy Úc làm Thị trung, An Dương tử, thực ấp 1000 hộ.

## Đời Tây Tấn

### Nắm chức Trung thư giám
Tấn Vũ đế lên ngôi năm 265, đổi phong Úc làm Tế Bắc quận công. Úc thấy Dương Hỗ từ chối, nên cũng cố xin chỉ nhận tước hầu. Được bái làm Trung thư giám, gia Thị trung, lãnh Trước tác, cùng Giả Sung tham gia chế định luật lệnh.
Sau khi xúc tiến cuộc hôn nhân giữa thái tử Tư Mã Trung và con gái Giả Sung là Giả Nam Phong (271), Úc được tiến vị Quang lộc đại phu, rồi lãnh Bí thư giám.
Đầu niên hiệu Hàm Ninh (275 – 280), Úc cùng bọn Thạch Bao đều là tá mệnh công thần, triều đình liệt vào danh sách sẽ được cúng tế. Tháng 4 AL năm Thái Khang đầu tiên (280), Tấn đã diệt Ngô, Vũ đế cho rằng Úc có công biên soạn chiếu mệnh, cho một con trai của ông làm đình hầu, thực ấp 1000 hộ, ban 1000 xúc lụa; lại phong một cháu nội của ông là Tuân Hiển làm Dĩnh Dương đình hầu.
Khi triều đình nghị luận việc các vương công trở về phong quốc, Vũ đế hỏi Úc, ông trình bày những bất cập về chánh sự, quân sự bởi những thay đổi do các vương công gây ra tại phong quốc, từ đó kiến nghị vài biện pháp chế tài trong việc nhiệm dụng nhân sự quân đội, thay đổi cương vực đại lý tại phong quốc. Vũ đế cho rằng lời của ông là thành thực, nên phần nhiều nghe theo. Những biện pháp này tương đối mềm mỏng, theo lời Úc là “có thể tùy nghi tiết độ”; sử cũ không nói rõ chúng đã đem lại kết quả tích cực hay không?
Cuối năm Hàm Ninh thứ 5 (279), triều đình nghị luận việc cắt giảm chi phí công, Phó Hàm kiến nghị tinh giản một nửa số quan lại ở châu huyện, Úc phản bác vì cho rằng thời Hán Quang Vũ đế và niên hiệu Chánh Thủy thời Tào Ngụy Phế đế đã tinh giản quan lại, nay việc cần làm là tinh giản công tác hành chánh.
Trong những năm Thái Khang (280 – 289), Vũ đế hạ chiếu lấy Úc làm Quang lộc đại phu, Nghi đồng tam tư, Khai phủ tích triệu , giữ Trung thư giám, Thị trung, Hầu tước như cũ.
Mùa thu năm thứ 4 (283), các châu quận có lụt, Duyện Châu thiệt hại rất nặng, Úc kiến nghị đặt chức Đô thủy sứ giả. Sau Vũ đế lấy Môn hạ khải thông sự lệnh sử Y Tiện, Triệu Hàm làm Cung trung xá nhân, sai họ chưởng quản pháp lệnh, Úc cho rằng như thế là đặt thêm quan chức quản lý pháp lệnh, gây nhiễu loạn các cơ quan khác.

### Thăng chức Thượng thư lệnh
Úc được thăng làm Thượng thư lệnh, tiến hành sát hạch các lệnh sử dưới quyền, ai không thông thuộc pháp lệnh thì lập tức bị đuổi ra ngoài. Vũ đế từng nói: “Ngụy Vũ đế (tức Tào Tháo) nói ‘Tuân Văn Nhược tiến người giỏi, không được không ngừng; nay Tuân công lui kẻ dở, không được không thôi’. Mỹ đức của 2 vị lệnh quân, có thể thấy được ở anh đấy!” 
Ở chức hơn tháng, Úc lấy cớ mẹ mất, dâng trả ấn thụ, đế không đồng ý. Đế sai Thường thị Chu Khôi tuyên dụ chỉ, Úc bèn phụng chiếu tiếp tục giữ chức.
Năm thứ 10 (289), mất. Có chiếu tặng Tư đồ, ban Đông viên bí khí, một bộ triều phục, 50 vạn tiền, 100 xúc vải; sai Ngự sử cầm cờ tiết hộ tang. Đặt thụy là Thành.
Úc có 10 con trai, sử cũ có truyện của Tuân Tập (荀辑), Tuân Phiên (荀藩), Tuân Tổ (荀组). Tập được kế tự.

### Kết đảng với Giả Sung
Úc cùng bọn Giả Sung, Tuân Ỷ (con Tuân Văn Nhược), Phùng Đảm kết đảng, cùng bọn Nhiệm Khải, Dữu Thuần bất đồng. Sung muốn giải chức Khải, bèn tiến cử ông ta vào Đông cung, Khải nhân Thốc Phát Thụ Cơ Năng khởi nghĩa, tiến cử Sung trấn giữ vùng Quan Hữu. Tháng 11 ÂL năm Thái Thủy thứ 7 (271), Giả Sung sắp nhận chức, bá quan đưa tiễn ở Tịch Dương đình, Sung hỏi kế nhằm được ở lại triều đình, Úc khuyên ông ta gả con gái cho thái tử, rồi tự nhận trách nhiệm thu xếp việc ấy. Úc nói với Phùng Đảm rằng: “Giả công đi xa, bọn ta thất thế. Hôn sự của thái tử chưa định, nếu giúp con gái Sung làm phi, thì ông ta sẽ được ở lại vậy!” Úc cùng Đảm tìm cơ hội nói với đế rằng: “Con gái của Sung tài sắc tuyệt thế, nếu nạp vào Đông cung, ắt có thể phụ tá quân tử (tức là chồng), có cái đức của hậu phi trong bài ‘quan thư’ (trong kinh Thi)” Sau đó đế lấy con gái Sung là Giả Nam Phong làm Thái tử phi; việc này khiến những người chánh trực đương thời rất căm ghét, mắng bọn Úc là phường siểm nịnh. Vũ đế biết thái tử Tư Mã Trung ngu độn, sợ sau này làm loạn việc nước, sai Úc và Hòa Kiệu đi xem xét. Úc trở về ca ngợi thái tử hiểu biết, nhã nhặn, còn Kiệu nói thái tử vẫn như trước. Đế muốn phế Giả phi, Úc cùng bọn Phùng Đảm can ngăn, nên thôi. Vì thế mọi người quý Kiệu mà ghét Úc, bàn rằng ông là gian thần hại nước, như bọn Tôn Tư, Lưu Phóng đời Tào Ngụy.
Tháng 7 ÂL năm thứ 8 (272), Sung tiến cử Nhiệm Khải làm Lại bộ thượng thư, tức là khiến Khải mất chức Thị trung, không thể ở gần Vũ đế. Úc cùng bọn Sung ra sức nói gièm, nên Khải bị bãi chức về nhà.
Cuối năm Hàm Ninh thứ 2 (276), Dương Hỗ dâng biểu xin đánh Ngô, bọn Úc can rằng không thể. Năm thứ 5 (279), Vương Tuấn, Đỗ Dự nối nhau dâng biểu xin đánh Ngô, Úc cùng Giả Sung cố can, nhưng lần này Vũ đế đồng ý đánh Ngô. Tháng 3 ÂL năm sau, quân Tấn diệt được nước Ngô.
Năm Thái Khang thứ 3 (282), Thái úy Giả Sung mất, khi ấy Tư đồ Lý Dận cũng đã mất, Úc tiến cử những người cùng phe cánh là Dương Diêu, Vệ Quán, Sơn Đào, Vũ đế đều nghe theo.
Vũ đế sủng ái em trai là Tề vương Tư Mã Du, mà Du lại ghét bọn Úc gian tà, nên bọn Úc cùng nhau yêu cầu Du rời kinh sư; Úc nói: “Trăm quan trong ngoài đều hướng lòng về Tề vương, sau này bệ hạ muôn tuổi, Thái tử sẽ không được lập đấy! Bệ hạ hãy thử làm chiếu cho Tề vương về nước, nếu triều thần đều nói không thể, thì lời thần là đúng rồi!” Vũ đế cho là phải. Tháng 12 ÂL năm Thái Khang thứ 3 (282), đế hạ chiếu cho Du trở về phong quốc.

### Những thành tựu khác
Sau khi được làm Quang lộc đại phu, Úc nhận chức Chưởng nhạc sự, tu sửa âm luật, cho lưu hành ở đời. Úc từng ở trên đường nghe qua tiếng ngưu đạc  của thương nhân nước Triệu, đến nay làm Chưởng nhạc, thấy âm vận chưa điều hòa, bèn nói: “Có ngưu đạc của nước Triệu thì hài hòa ngay!” Bèn hạ lệnh cho quận (quốc) Triệu đưa ngưu đạc đến, quả nhiên như lời ông!
Khi phát hiện cổ văn trúc thư trong mộ cổ ở quận Cấp (280), có chiếu sai Úc biên soạn lại, gọi là Trung kinh, đặt vào Bí thư.
Sau khi nhận chức Bí thư giám, Úc cùng Trung thư lệnh Trương Hoa dựa theo “Biệt lục” của Lưu Hướng, chỉnh lý việc ghi chép thư tịch; đặt ra chức Thư bác sĩ, dạy học trò thư pháp, lấy thư pháp của Chung Do và Hồ Chiêu làm chuẩn mực.

## Điển cố: Thực biện lao tân
Úc từng dùng cơm cùng Vũ đế, nói với người ngồi bên cạnh rằng: “Những món này được thổi bằng củi khó nhọc (Hán Việt: lao tân).” Mọi người chưa tin, đế hỏi nhà bếp, được biết: “Thật đã dùng gỗ lấy từ bánh xe cũ.” Mọi người khâm phục ông sáng suốt.

## Tính cách đặc trưng
Úc có tính thận trọng, kín đáo, mỗi khi có chiếu lệnh tuyên bố việc lớn, đều không nói gì, không muốn người khác biết mình có dự vào việc ấy. Em họ Tuân Lương, con rể Vũ Thống đều khuyên Úc gầy dựng phe cánh, ông không đáp ứng, lui về nói với các con: “Bề tôi không thể mất thân phận, lấy tư làm công, là đại kỵ vậy. Bọn mày cũng đang làm quan hiển đạt trên đời, nên biết ý ta.”
Úc được thăng làm Thượng thư lệnh, tức là mất chức ở Trung thư, không còn được quản việc cơ mật, bất bình oán giận; có người đến chúc mừng, ông nói: “Người ta lấy mất Phượng Hoàng trì của ta, các anh còn chúc mừng ta à!” 
Úc nắm giữ cơ mật lâu ngày, là nhờ có tài năng, lại biết suy nghĩ, nắm được ý của chủ nhân, không tranh cãi xúc phạm bề trên, nên cuối cùng giữ được sủng lộc.

## Trong văn hóa
Bản dịch Tam quốc diễn nghĩa của Phan Kế Bính phiên âm tên nhân vật này là Tuân Húc.